# Berceni (okręg Ilfov)
Berceni – wieś w Rumunii, w okręgu Ilfov, w gminie Berceni. W 2011 roku liczyła 5942 mieszkańców.